# ارنی بل
ارنی بل (انگلیسی: Ernie Bell؛ 22 July 1918 – ۱۹۶۸ (۴۹−۵۰ سال)) بازیکن فوتبال بود.